# Ahmet Kaya
Ahmet Kaya (28 de octubre de 1957 – 16 de noviembre de 2000) fue un cantante kurdo nacido en Malatya, Turquía. Se identificó como kurdo de Turquía. Sus canciones más populares se incluyen en el álbum «Kürdüz Ölene Kadar»:  Ayrılık Vakti, Söyle, Ağladıkça, Oy Benim Canım, Birazdan Kudurur Deniz, Arka Mahalle, Kum Gibi, Nereden Bileceksiniz, Hani Benim Gençliğim, Yakarım Geceleri y Şafak Türküsü.

## Trayectoria
Ahmet Kaya fue el quinto y último hijo nacido de su padre, un kurdo que se mudó de Adiyaman a Malatya. Ahmet se encontró por primera vez con la música a los seis años de edad.Trabajó durante un tiempo como conductor de taxis en Estambul antes de convertirse en un famoso cantante a mediados de la década de 1980.
Su primer álbum, «Ağlama Bebeğim», fue lanzado en 1985. Su popularidad siguió aumentando en la década de 1990 cuando en 1994 lanzó el álbum «Şarkılarım Dağlara». Todos sus álbumes de 1990 se convirtieron en éxitos. Durante su carrera, grabó aproximadamente 20 álbumes y fue conocido por su música de protesta y su posicionamiento en la justicia social. Los temas recurrentes en sus canciones son el amor hacia la madre, el sacrificio y la esperanza.

## Incidente de la ceremonia de premio
El 10 de febrero de 1999, durante la ceremonia anual televisada de entrega de premios ,del «Show TV», en la que sería nombrado músico del año, Kaya dijo que quería producir música en su lengua materna, ya que era de origen kurdo. También anunció que había grabado una canción en kurdo ( Karwan , lanzada en el álbum «Hoşçakalın Gözüm» en 2001) y tenía la intención de producir un video para acompañarla.
Tras este anuncio, se enfrentó a la oposición masiva de personas y celebridades turcas en el evento. Primero, Serdar Ortaç comenzó a cantar una canción con letras modificadas para impulsar los sentimientos nacionalistas, luego la gente en la ceremonia comenzó a cantar el «10° Año de marzo». Más tarde, Kaya fue atacado por celebridades. La esposa de Kaya describe el ataque como «De repente, todas esas mujeres y hombres elegantes, todos se convirtieron en monstruos, agarrando tenedores y cuchillos y lanzándonos insultos, abucheos. Imagina que la atmósfera cambia en solo cinco minutos, casi una transformación kafkiana».

## Exilio y fallecimiento
El incidente condujo a un caso de enjuiciamiento que le hizo abandonar Turquía. Kaya fue a Francia en junio de 1999, escapando de varios cargos derivados de sus opiniones políticas. En marzo de 2000, fue condenado in absentia a tres años y nueve meses de prisión por el cargo de difundir propaganda separatista. Más tarde, sin embargo, la acusación de los medios de comunicación que muestran a Kaya frente al cartel fue falsificada. Murió de un ataque al corazón en París en el 2000, a la edad de 43 años, y está enterrado en el cementerio de Père Lachaise.